# Neolimnophila perreducta
Neolimnophila perreducta là một loài ruồi trong họ Limoniidae. Chúng phân bố ở miền Cổ bắc.